# Gerhard II. (Jülich)
Gerhard II. von Jülich  war ein Graf von Jülich. Er erscheint in Urkunden erstmals 1117 und tritt dort bis 1136 in Erscheinung. Sein Geburtsjahr wird in der ersten Hälfte der 1090er Jahre vermutet.

## Leben
Verheiratet war er vermutlich mit Adelheid von Luxemburg. Ihm folgten seine Söhne Gerhard III. und Wilhelm I. nach. Möglicherweise handelt es sich auch bei Gottfried von Jülich und dem Kölner Kanoniker Hermann von Jülich um seine Nachkommen.